# Вестник "Народной воли"
«Вестник Народной воли» — журнал російських емігрантів, членів виконкому революційної організації «Народна воля». Видавався в 1883–1886 у Женеві (Швейцарія). Вийшло п'ять номерів часопису.
Членами редакції (містилася в Парижі) були: Л.Тихомиров, М.Ошаніна, П.Лавров. 
Журнал дуже тенденційно висвітлював події в Російській імперії, фіксуючи увагу читачів на антиурядових виступах робітників та селян і замовчуючи позитивні зміни в соціально-економічному житті країни. Водночас журнал друкував розгорнуті огляди соціалістичного руху в країнах Західної Європи, які, на думку їхніх авторів, мали стати керівництвом до дії для російських революціонерів. Багато місця на сторінках "В.“Н.в.”" займали матеріали, друковані у відділі хроніки революційної боротьби, та спогади народовольців про їхні терористичні акти. Журнал почав виходити в роки занепаду та ідейного розброду в "Народній волі", який особливо посилився після поширення на території Рос. імперії ідей марксизму. В груд. 1886 вийшов п'ятий і останній номер "В. “Н.в.”".